# Argentina en los Juegos Panamericanos de 1951
Argentina fue la nación anfitriona de los primeros Juegos Panamericanos de la historia, llevados a cabo en la ciudad de Buenos Aires del 25 de febrero al 9 de marzo de 1951. Desde entonces, Argentina ha participado en todas las ediciones sin interrumpción de la cita continental.
La participación del país sudamericano fue destacada, ya que logró obtener el primer lugar del medallero y aventajando por 22 medallas de oro a Estados Unidos (68-46). La disciplina que más oros le dio a Argentina fue el tiro con 11, mientras que en boxeo y remo, los deportistas argentinos ganaron todas las medallas de oro que había en juego.
Esta participación se considera la más destacada del deporte argentino, debido al hito de haber logrado ganar los Juegos Panamericanos y a su organización, aclamada por varios medios de la época.
El atleta Delfo Cabrera fue el abanderado de la delegación en la ceremonia de apertura.

## Medallas ganadas
| Medalla | Atleta o Equipo | Deporte                | Evento                                                        |
| ------- | --- | ---------------------- | ------------------------------------------------------------- |
| Oro     | Ricardo Bralo | Atletismo              | 5000 metros masculino                                         |
| Oro     | Delfo Cabrera | Atletismo              | Maratón masculino                                             |
| Oro     | Sixto Ibañez | Atletismo              | 50km marcha masculino                                         |
| Oro     | Emilio Ortiz | Atletismo              | Lanzamiento de martillo masculino                             |
| Oro     | Ricardo Héber | Atletismo              | Lanzamiento de jabalina masculino                             |
| Oro     | Ingeborg Mello | Atletismo              | Lanzamiento de peso femenino                                  |
| Oro     | Ingeborg Mello | Atletismo              | Lanzamiento de disco femenino                                 |
| Oro     | Alberto Barenghi | Boxeo                  | -51kg masculino                                               |
| Oro     | Ricardo González | Boxeo                  | -54kg masculino                                               |
| Oro     | Francisco Núñez | Boxeo                  | -57kg masculino                                               |
| Oro     | Oscar Gallardo | Boxeo                  | -60kg masculino                                               |
| Oro     | Oscar Pietta | Boxeo                  | -67kg masculino                                               |
| Oro     | Ubaldo Pereira | Boxeo                  | -75kg masculino                                               |
| Oro     | Rinaldo Ansaloni | Boxeo                  | -81kg masculino                                               |
| Oro     | Jorge Vertone | Boxeo                  | +81kg masculino                                               |
| Oro     | Antonio Giménez | Ciclismo en pista      | Velocidad individual masculino (1000m)                        |
| Oro     | Clodomiro Cortoni | Ciclismo en pista      | Contrarreloj individual masculino (1000m)                     |
| Oro     | Jorge Vallmitjana | Ciclismo en pista      | Persecución individual masculino (4000m)                      |
| Oro     | Oscar Giacché Rodolfo Caccavo Pedro Salas Alberto García | Ciclismo en pista      | Persecución por equipos masculino (4000m)                     |
| Oro     | Oscar Muleiro | Ciclismo en ruta       | Carrera individual masculino                                  |
| Oro     | Oscar Giacche | Ciclismo en ruta       | Contrarreloj individual masculino                             |
| Oro     | Oscar Muleiro Óscar Pezoa Humberto Varisco Alberto García | Ciclismo en pista      | Carrera por equipos masculino                                 |
| Oro     | Julio César Sagasta | Equitación             | Concurso completo individual                                  |
| Oro     | Julio César Sagasta Fernando Urdapilleta Pedro Mercado | Equitación             | Concurso completo por equipos                                 |
| Oro     | Antonio Villamil | Esgrima                | Espada individual masculino                                   |
| Oro     | Equipo | Esgrima                | Espada individual por equipos                                 |
| Oro     | Félix Galimi | Esgrima                | Florete individual masculino                                  |
| Oro     | Elsa Irigoyen | Esgrima                | Florete individual femenino                                   |
| Oro     | Selección de fútbol de Argentina - Arturo Rodenak - Rogelio Antonio Domínguez - José Carlos Glini - Perfecto Seijo - Jorge Moussegne - Ángel Ambrosi - Alejandro Simión - Enrique Olivero - Manuel Miranda - Roberto Comaschi - Osvaldo Vallone - Roberto Infantino - José Maria Pellejero - Juan Carlos Mendiburu - René Seghini - Alfredo Martínez - Norberto Cupo - Miguel Ángel Baiocco - Juan Intini - Ángel Cuchero - José Giarrizzo - Carmelo Longo | Fútbol                 | Torneo masculino                                              |
| Oro     | Mario Fizbein Ovidio Ferrari César Bonoris Jorge Soler Enrique Rapesta Pedro Lonchibucco Juan Caviglia Roberto Nuñez | Gimnasia artística     | Concurso completo por equipos                                 |
| Oro     | Juan Caviglia | Gimnasia artística     | Suelo masculino                                               |
| Oro     | Pedro Lonchibucco | Gimnasia artística     | Barras paralelas masculino                                    |
| Oro     | Mario Fizbein Ovidio Ferrari César Bonoris Jorge Soler Enrique Rapesta Pedro Lonchibucco Juan Caviglia Roberto Nuñez | Gimnasia artística     | Suelo por equipos masculino                                   |
| Oro     | Mario Fizbein Ovidio Ferrari César Bonoris Jorge Soler Enrique Rapesta Pedro Lonchibucco Juan Caviglia Roberto Nuñez | Gimnasia artística     | Caballo con arcos por equipos masculino                       |
| Oro     | Mario Fizbein Ovidio Ferrari César Bonoris Jorge Soler Enrique Rapesta Pedro Lonchibucco Juan Caviglia Roberto Nuñez | Gimnasia artística     | Barra horizontal por equipos masculino                        |
| Oro     | Omar Biebel | Lucha                  | -62kg masculino                                               |
| Oro     | León Genuth | Lucha                  | -79kg masculino                                               |
| Oro     | Ulises Martorella | Lucha                  | -87kg masculino                                               |
| Oro     | Adolfo Ramírez | Lucha                  | +87kg masculino                                               |
| Oro     | Héctor Domínguez Nimo | Natación               | 200 metros pecho masculino                                    |
| Oro     | Ana María Schultz | Natación               | 200 metros libre femenino                                     |
| Oro     | Ana María Schultz | Natación               | 400 metros libre femenino                                     |
| Oro     | Dorotea Turnbull | Natación               | 200 metros pecho femenino                                     |
| Oro     | Selección de polo de Argentina - Enrique Alberdi - Ernesto Juan Lalor - Francisco Reyes Carrere - Juan Carlos Alberdi - Juan Luis Cavanagh - Roberto Cavanagh - Tomás Garrahan | Polo                   | Torneo masculino                                              |
| Oro     | Roberto Alfieri | Remo                   | Scull individual masculino                                    |
| Oro     | Adolfo Yedro Mario Guerci | Remo                   | Scull dobles masculino                                        |
| Oro     | Alberto Madero Óscar Almirón | Remo                   | Dos sin timonel masculino                                     |
| Oro     | José Araudo José Mazzolini Adel Farías (tim.) | Remo                   | Dos con timonel masculino                                     |
| Oro     | Juan Ángel Aichino Juan Carlos Gómez Luis Pechenino Osvaldo Maia | Remo                   | Cuatro sin timonel masculino                                  |
| Oro     | Alberto Thomas Carlos Fischer Enrique Precedo Roberto James Juan Carlos Villa (tim.) | Remo                   | Cuatro con timonel masculino                                  |
| Oro     | Abelardo Martínez Ángel Coluzzi Eduardo López Elso Mancini Luis Merlini Normando Andueza Óscar Moreno Rubens Nievas Aldo Cesi (tim.) | Remo                   | Ocho con timonel masculino                                    |
| Oro     | Enrique Morea | Tenis                  | Individual masculino                                          |
| Oro     | Mary Terán de Weiss | Tenis                  | Individual femenino                                           |
| Oro     | Enrique Morea Alejo Rusell | Tenis                  | Dobles masculino                                              |
| Oro     | María Teran de Weiss Felisa Piedrola de Zappa | Tenis                  | Dobles femenino                                               |
| Oro     | Pablo Grossi | Tiro                   | Skeet masculino                                               |
| Oro     | Pablo Cagnasso | Tiro                   | Rifle militar 3 posiciones masculino                          |
| Oro     | Pablo Cagnasso | Tiro                   | Rifle militar de pie masculino                                |
| Oro     | Pablo Cagnasso | Tiro                   | Rifle de 50 metros de alta potencia tres posiciones masculino |
| Oro     | Dionisio Fernández Enrique Díaz Ernesto Guillón Oscar Cervo | Tiro                   | Pistola 25 metros por equipos                                 |
| Oro     | David Schiaffino Fernando Potente Julio Silva Oscar Olmos Rubén Longhi | Tiro                   | Rifle de 50 metros tres posiciones por equipos                |
| Oro     | Aroldo Pienovi Fulvio Rocchi Geronimo Cosoli Pablo Grossi | Tiro                   | Skeet masculino por equipos                                   |
| Oro     | David Schiaffino Juan Martino Julio Silva Pablo Cagnasso Pablo Pedotti | Tiro                   | Rifle de potencia a 50 metros tres posiciones por equipos     |
| Oro     | Equipo | Tiro                   | Rifle militar de tres posiciones por equipos                  |
| Oro     | Cirillo Nassiff Delmo Remy Pedro Postigo Roberto Salvagno Rúben Longhi | Tiro                   | Rifle militar por equipos                                     |
| Oro     | Equipo | Tiro                   | Rifle militar de pie masculino por equipos                    |
| Oro     | Carlos Vilar Jorge Vilar | Vela                   | Clase snipe masculino                                         |
| Oro     | Selección de waterpolo de Argentina - Carlos Passeggi - Carlos Visentín - Luis Díez - Luis Normandín - Marcelo Visentín - Mario Sebastián - Osvaldo Codaro | Waterpolo              | Torneo masculino                                              |
| Plata   | Ricardo Bralo | Atletismo              | 10000 metros masculino                                        |
| Plata   | Reinaldo Giorno | Atletismo              | Maratón masculino                                             |
| Plata   | Estanislao Kocourek | Atletismo              | 110 metros con vallas masculino                               |
| Plata   | Luis Turza | Atletismo              | 10000 metros marcha masculino                                 |
| Plata   | Albino Geist | Atletismo              | Salto en largo masculino                                      |
| Plata   | Juan Kahnert | Atletismo              | Lanzamiento de bala masculino                                 |
| Plata   | Manuel Etchepare | Atletismo              | Lanzamiento de jabalina masculino                             |
| Plata   | Ingeborg Pfüller | Atletismo              | Lanzamiento de disco masculino                                |
| Plata   | Selección de básquet de Argentina - Pedro Bustos - Leopoldo Contarbio - Raúl Pérez Varela - Alberto López - Roberto Viau - Rubén Menini - Ricardo Primitivo González - Juan Uder - Omar Monza - Jorge Nuré - Orlando Peralta - Oscar Furlong - Ignacio Poletti - Hugo del Vecchio | Baloncesto             | Torneo masculino                                              |
| Plata   | Carlos Martinez | Ciclismo en pista      | Velocidad individual masculino (1000m)                        |
| Plata   | Alfredo Hersch | Ciclismo en pista      | Persecución 40 vueltas masculino                              |
| Plata   | Pedro Salas | Ciclismo en pista      | Persecución individual masculino (4000m)                      |
| Plata   | Oscar Pezoa | Ciclismo en ruta       | Carrera individual masculino                                  |
| Plata   | Justo Iturralde Humberto Terzano Amabrio del Villar | Equitación             | Doma por equipos masculino                                    |
| Plata   | Carlos Delía | Equitación             | Salto de obstáculos individual                                |
| Plata   | Carlos Delía Rafael Campos Argentino Molinuevo Augusto Ruchti | Equitación             | Salto de obstáculos por equipos masculino                     |
| Plata   | Fernando Urdapilleta | Equitación             | Concurso completo individual masculino                        |
| Plata   | Equipo | Esgrima                | Florete por equipos                                           |
| Plata   | Equipo | Esgrima                | Sable por equipos                                             |
| Plata   | Irma Grampa | Esgrima                | Florete individual femenino                                   |
| Plata   | José Rodríguez | Esgrima                | Florete individual masculino                                  |
| Plata   | Enrique Rapesta | Gimnasia artística     | Barras paralelas masculino                                    |
| Plata   | Juan Caviglia | Gimnasia artística     | Barra horizontal masculino                                    |
| Plata   | Mario Fizbein Ovidio Ferrari César Bonoris Jorge Soler Enrique Rapesta Pedro Lonchibucco Juan Caviglia Roberto Nuñez | Gimnasia artística     | Anillas por equipos masculino                                 |
| Plata   | Mario Fizbein Ovidio Ferrari César Bonoris Jorge Soler Enrique Rapesta Pedro Lonchibucco Juan Caviglia Roberto Nuñez | Gimnasia artística     | Salto por equipos masculino                                   |
| Plata   | Mario Fizbein Ovidio Ferrari César Bonoris Jorge Soler Enrique Rapesta Pedro Lonchibucco Juan Caviglia Roberto Nuñez | Gimnasia artística     | Barras paralelas masculino                                    |
| Plata   | Ángel Sposato | Levantamiento olímpico | -75kg masculino                                               |
| Plata   | Osvaldo Forte | Levantamiento olímpico | -82kg masculino                                               |
| Plata   | Manuel Varela | Lucha                  | -52kg masculino                                               |
| Plata   | Adolfo Díaz | Lucha                  | -57kg masculino                                               |
| Plata   | Osvaldo Biasi | Lucha                  | -67kg masculino                                               |
| Plata   | Alberto Longarella | Lucha                  | -73kg masculino                                               |
| Plata   | Pedro Galvão | Natación               | 100 metros espalda masculino                                  |
| Plata   | Pedro Galvão Orlando Cossani César Guardo | Natación               | 3x100 metros combinado masculino                              |
| Plata   | Beatriz Rohde | Natación               | 200 metros pecho femenino                                     |
| Plata   | Ana María Schultz Eileen Holt Cristina Kujath Emma Gondona | Natación               | 4x200 metros libre femenino                                   |
| Plata   | Ana María Schultz Nélida I. Del Roscio Aurora Otero Rey | Natación               | 3x100 combinado femenino                                      |
| Plata   | Alejo Rusell | Tenis                  | Individual masculino                                          |
| Plata   | Felisa Piédrola | Tenis                  | Individual femenino                                           |
| Plata   | Felisa Piédrola Enrique Morea | Tenis                  | Dobles mixto                                                  |
| Plata   | Enrique Díaz | Tiro                   | Pistola de tiro rápido de 25 metros masculino                 |
| Plata   | Pedro Postigo | Tiro                   | Rifle de 50 metros en posición boca abajo                     |
| Plata   | Fulvio Rocchi | Tiro                   | Skeet masculino                                               |
| Plata   | Antonio Ando | Tiro                   | Rifle militar 3 posiciones masculino                          |
| Plata   | Antonio Ando | Tiro                   | Rifle militar de pie masculino                                |
| Plata   | Alberto Martijena Ángel Manelli Antonio Cannavo Oscar Bidegain Pablo Cagnasso | Tiro                   | Equipo de pistola de 25 metros                                |
| Plata   | Jorge Brauer Emilio Momps | Vela                   | Clase Snipe masculino                                         |
| Bronce  | Ezequiel Bustamente | Atletismo              | 10000 metros masculino                                        |
| Bronce  | Pedro Caffa | Atletismo              | 3000 metros con obstáculos masculino                          |
| Bronce  | Gerardo Bönnhoff Adelio Márquez Fernando Lapuente Mariano Acosta | Atletismo              | 4 x 100 metros masculino                                      |
| Bronce  | Guido Veronese Máximo Guerra Julio Ferreyra Eduardo Balducci | Atletismo              | 4 x 400 metros masculino                                      |
| Bronce  | Martín Casas | Atletismo              | 10000 m marcha masculino                                      |
| Bronce  | Amando González | Atletismo              | 50 km marcha masculino                                        |
| Bronce  | Bruno Witthaus | Atletismo              | Salto triple masculino                                        |
| Bronce  | Elvio Porta | Atletismo              | Lanzamiento de disco masculino                                |
| Bronce  | Horst Walter | Atletismo              | Lanzamiento de jabalina masculino                             |
| Bronce  | Lilián Heinz | Atletismo              | 100 metros femenino                                           |
| Bronce  | Olga Bianchi Teresa Carvajal Lilián Heinz Ana María Fontán | Atletismo              | 4 x 100 metros femenino                                       |
| Bronce  | Ingeborg Pfüller | Atletismo              | Lanzamiento de bala femenino                                  |
| Bronce  | Jorge Sobrevila | Ciclismo en pista      | Contrarreloj individual masculino (1000m)                     |
| Bronce  | Elvio Giacche | Ciclismo en pista      | Persecución 40 vueltas masculino                              |
| Bronce  | Humberto Varisco | Ciclismo en ruta       | Carrera individual masculino                                  |
| Bronce  | Rodolfo Caccavo | Ciclismo en ruta       | Contrarreloj individual masculino                             |
| Bronce  | Lilia Rositto | Esgrima                | Florete individual femenino                                   |
| Bronce  | Justo Insaurralde | Equitación             | Doma individual                                               |
| Bronce  | Juan Caviglia | Gimnasia artística     | Concurso individual completo masculino                        |
| Bronce  | Ovidio Ferrari | Gimnasia artística     | Caballo con arcos individual masculino                        |
| Bronce  | Ovidio Ferrari | Gimnasia artística     | Salto individual masculino                                    |
| Bronce  | Juan Caviglia | Gimnasia artística     | Barras paralelas masculino                                    |
| Bronce  | César Bonoris | Gimnasia artística     | Barra horizontal masculino                                    |
| Bronce  | Hugo D'Atri | Levantamiento olímpico | -67kg masculino                                               |
| Bronce  | Norberto Rettberg | Levantamiento olímpico | -90kg masculino                                               |
| Bronce  | Pedro Galvão Carlos Alberto Bonacich Jorge Vogt César Guardo | Natación               | 4x200 metros masculino                                        |
| Bronce  | Ana María Schultz | Natación               | 100 metros libre femenino                                     |
| Bronce  | Eileen Holt | Natación               | 200 metros libres femenino                                    |
| Bronce  | Enrique Rettberg | Pentatlón moderno      | Prueba individual masculino                                   |
| Bronce  | Enrique Rettberg Carlos Velázquez Amarfil Rodríguez | Pentatlón moderno      | Prueba individual masculino                                   |
| Bronce  | María Teran de Weiss Alejo Russell | Tenis                  | Dobles mixto                                                  |
| Bronce  | Oscar Cervo | Tiro                   | Pistola de tiro rápido de 25 metros masculino                 |
| Bronce  | Julio Silva | Tiro                   | Rifle de 50 metros tres posiciones                            |
| Bronce  | Aroldo Pienovi | Tiro                   | Skeet masculino                                               |
| Bronce  | Ramón Hagen | Tiro                   | Rifle militar de pie masculino                                |
| Bronce  | Ramón Hagen | Tiro                   | Rifle de 50 metros de alta potencia tres posiciones masculino |
| Bronce  | David Schiaffino | Tiro                   | Rifle de 50 metros de alta potencia tres posiciones masculino |

| Deporte                | Medalla de oro | Medalla de plata | Medalla de bronce | Total |
| Atletismo              | 7              | 8                | 12                | 27    |
| Baloncesto             | 0              | 1                | 0                 | 1     |
| Boxeo                  | 8              | 0                | 0                 | 8     |
| Ciclismo               | 7              | 4                | 4                 | 15    |
| Equitación             | 2              | 4                | 1                 | 7     |
| Esgrima                | 4              | 4                | 1                 | 9     |
| Fútbol                 | 1              | 0                | 0                 | 1     |
| Gimnasia artística     | 6              | 5                | 5                 | 16    |
| Levantamiento olímpico | 0              | 2                | 2                 | 4     |
| Lucha                  | 4              | 4                | 0                 | 8     |
| Natación               | 4              | 5                | 3                 | 12    |
| Pentatlón moderno      | 0              | 0                | 2                 | 2     |
| Polo                   | 1              | 0                | 0                 | 1     |
| Remo                   | 7              | 0                | 0                 | 7     |
| Tiro                   | 11             | 6                | 6                 | 23    |
| Tenis                  | 4              | 3                | 1                 | 8     |
| Vela                   | 1              | 1                | 0                 | 2     |
| Waterpolo              | 1              | 0                | 0                 | 1     |
| Total                  | 68             | 47               | 37                | 152   |

## Atletismo
- Fuente: [6] ==

### Masculino
Eventos de pista
| 100 metros                 | Gerardo Bönnhoff      | 11.1 | 1º | 11.3      | 3º        | No avanzó | No avanzó         | No avanzó | No avanzó | No avanzó | No avanzó |
| 100 metros                 | Adelio Márquez        | 11.1 | 1º | NM        | 5º        | No avanzó | No avanzó         | No avanzó | No avanzó | No avanzó | No avanzó |
| 100 metros                 | Enrique Jaime Beckles | 11.3 | 3º | NM        | 5º        | No avanzó | No avanzó         | No avanzó | No avanzó | No avanzó | No avanzó |
| 200 metros                 | Gerardo Bönnhoff      | 22.3 | 2º | 22.1      | 2º        | 21.9      | 4°                |           |           |           |           |
| 200 metros                 | Fernando Lapuente     | 23.7 | 2º | 22.4      | 2º        | NM        | 6°                |           |           |           |           |
| 200 metros                 | Adelio Márquez        | 23.3 | 1º | 23.3      | 3º        | No avanzó | No avanzó         | No avanzó | No avanzó | No avanzó | No avanzó |
| 400 metros                 | Guillermo Evans       | 57.3 | 1º | 50.8      | 5º        | No avanzó | No avanzó         | No avanzó | No avanzó | No avanzó | No avanzó |
| 400 metros                 | Guido Veronese        | 50.2 | 3º | 49.7      | 5º        | No avanzó | No avanzó         | No avanzó | No avanzó | No avanzó | No avanzó |
| 400 metros                 | Máximo Guerra         | 51.6 | 3º | NM        | 6º        | No avanzó | No avanzó         | No avanzó | No avanzó | No avanzó | No avanzó |
| 800 metros                 | Julio Ferreyra Lima   |      |    | 1:57.8    | 2°        | 1:53.6    | 4°                |           |           |           |           |
| 800 metros                 | Eduardo Balducci      |      |    | 1:57.2    | 1º        | NM        | 6°                |           |           |           |           |
| 1500 metros                | Hugo Ponce            |      |    | 4:10.1    | 3º        | No avanzó | No avanzó         | No avanzó | No avanzó | No avanzó | No avanzó |
| 1500 metros                | Luis Seco             |      |    | NM        | 6º        | No avanzó | No avanzó         | No avanzó | No avanzó | No avanzó | No avanzó |
| 1500 metros                | Oscar Gohuarou        |      |    | 4:14.9    | 4º        | 4:04.2    | 5°                |           |           |           |           |
| 5000 metros                | Ricardo Bralo         |      |    |           |           | 14:57.2   | Medalla de oro    |           |           |           |           |
| 5000 metros                | Gilberto Miori        |      |    |           |           | NM        | 6°                |           |           |           |           |
| 10000 metros               | Ricardo Bralo         |      |    |           |           | 31:09.4   | Medalla de plata  |           |           |           |           |
| 10000 metros               | Ezequiel Bustamante   |      |    |           |           | 32:31.8   | Medalla de bronce |           |           |           |           |
| 10000 metros               | Raúl Ibarra           |      |    |           |           |           | DNF               |           |           |           |           |
| Maratón                    | Delfo Cabrera         |      |    |           |           | 2:35:01   | Medalla de oro    |           |           |           |           |
| Maratón                    | Reinaldo Gorno        |      |    |           |           | 2:45:00   | Medalla de plata  |           |           |           |           |
| Maratón                    | Luis Lagoa            |      |    |           |           | 2:51:11.2 | 4°                |           |           |           |           |
| 10 000 m marcha            | Luis Turza            |      |    |           |           | 52:27.5   | Medalla de plata  |           |           |           |           |
| 10 000 m marcha            | Martín Casas          |      |    |           |           | 52:59.6   | Medalla de bronce |           |           |           |           |
| 10 000 m marcha            | Aldo Ramírez          |      |    |           |           | 53:37.6   | 4°                |           |           |           |           |
| 50 km marcha               | Sixto Ibañez          |      |    |           |           | 5:06:07   | Medalla de oro    |           |           |           |           |
| 50 km marcha               | Armando González      |      |    |           |           | 5:27:01   | Medalla de bronce |           |           |           |           |
| 50 km marcha               | Carmelo Caputto       |      |    |           |           | 5:28:39.9 | 4°                |           |           |           |           |
| 110 m vallas               | Estanislao Kocourek   |      |    | 14.5      | 2º        | 14.2      | Medalla de plata  |           |           |           |           |
| 110 m vallas               | Carlos Zorich         |      |    | 16.0      | 4º        | No avanzó | No avanzó         | No avanzó | No avanzó | No avanzó | No avanzó |
| 110 m vallas               | Rubens Díaz Gómez     |      |    | NM        | 5º        | No avanzó | No avanzó         | No avanzó | No avanzó | No avanzó | No avanzó |
| 400 metros con vallas      | Ernesto Igler         | 55.1 | 3º | No avanzó | No avanzó | No avanzó | No avanzó         | No avanzó | No avanzó | No avanzó | No avanzó |
| 400 metros con vallas      | Ernesto Rogg          | 56.6 | 4º | No avanzó | No avanzó | No avanzó | No avanzó         | No avanzó | No avanzó | No avanzó | No avanzó |
| 400 metros con vallas      | Arturo Kuntze         | NM   | 3º | No avanzó | No avanzó | No avanzó | No avanzó         | No avanzó | No avanzó | No avanzó | No avanzó |
| 3000 metros con obstáculos | Pedro Caffa           |      |    |           |           | 9:44.6    | Medalla de bronce |           |           |           |           |
| 3000 metros con obstáculos | Esteban Fekete        |      |    |           |           | 9:51.3    | 4°                |           |           |           |           |

Eventos de campo
| Evento                  | Atletas                                                           | Clasificación | Clasificación | Final     | Final             |
| Evento                  | Atletas                                                           | Resultado     | Posiçión      | Resultado | Posición          |
| ----------------------- | ----------------------------------------------------------------- | ------------- | ------------- | --------- | ----------------- |
| Salto de altura         | Roberto Méndez Perry                                              |               |               | NM        |                   |
| Salto con pértiga       | Luis Barja                                                        |               |               | 3.50 m    | 7°                |
| Salto en largo          | Albino Geist                                                      |               |               | 7.09 m    | Medalla de plata  |
| Salto en largo          | Bruno Witthaus                                                    |               |               | 6.90 m    | 5°                |
| Salto triple            | Bruno Witthaus                                                    |               |               | 14.34 m   | Medalla de bronce |
| Lanzamiento de peso     | Juan Kahnert                                                      |               |               | 14.97 m   | Medalla de plata  |
| Lanzamiento de peso     | Julián Llorente                                                   |               |               | 13.55 m   | 4°                |
| Lanzamiento de peso     | Fernando Ferrero                                                  |               |               | 12.73 m   | 6°                |
| Lanzamiento de disco    | Elvio Porta                                                       |               |               | 44.93 m   | Medalla de bronce |
| Lanzamiento de disco    | Emilio Malchiodi                                                  |               |               | 44.16 m   | 5°                |
| Lanzamiento de disco    | Pedro Ucke                                                        |               |               | 40.14 m   | 9°                |
| Lanzamiento de martillo | Emilio Ortiz                                                      |               |               | 48.04 m   | Medalla de oro    |
| Lanzamiento de martillo | Manuel Etchepare                                                  |               |               | 46.12 m   | Medalla de plata  |
| Lanzamiento de martillo | Juan Fuse                                                         |               |               | 45.35 m   | 4°                |
| Lanzamiento de jabalina | Ricardo Heber                                                     |               |               | 68.08 m   | Medalla de oro    |
| Lanzamiento de jabalina | Horst Walter                                                      |               |               | 66.33 m   | Medalla de bronce |
| Lanzamiento de jabalina | Gerardo Mielke                                                    |               |               | 64.94 m   | 4°                |
| Relevo 4x100 metros     | Adelio Márquez Fernando Lapuente Gerardo Bönnhoff Mariano Acosta  | 41.9          | 3°            | 41.8      | Medalla de bronce |
| Relevo 4x400 metros     | Eduardo Balducci Guido Veronese Julio Ferreyra Lima Máximo Guerra |               |               | 3:18.4    | Medalla de bronce |

Eventos combinados
| Decatleta               | Evento     | Enrique Kistenmacher | Enrique Kistenmacher | Enrique Kistenmacher |
| Decatleta               | Evento     | Resultados           | Puntos               | Posición             |
| ----------------------- | ---------- | -------------------- | -------------------- | -------------------- |
|                         | 100 metros | 11.6                 | 686                  | 2º                   |
| 400 metros              | n/a        | n/a                  | DNS                  |                      |
| 1500 metros             | n/a        | n/a                  | DNS                  |                      |
| 110 metros con vallas   | n/a        | n/a                  | DNS                  |                      |
| Salto de altura         | n/a        | n/a                  | DNS                  |                      |
| Salto en largo          | n/a        | n/a                  | DNS                  |                      |
| Salto con pértiga       | n/a        | n/a                  | DNS                  |                      |
| Lanzamiento de jabalina | n/a        | n/a                  | DNS                  |                      |
| Lanzamiento de peso     | n/a        | n/a                  | DNS                  |                      |
| Lanzamiento de disco    | n/a        | n/a                  | DNS                  |                      |
| Final                   |            |                      | n/a                  | DNF                  |

### Femenino
Eventos de pista
| 100 metros           | Lilián Heinz     | 12.9 | 2º | 12.9 | 2º | 12.7      | Medalla de bronce |           |           |           |           |
| 100 metros           | Olga Bianchi     | 13.0 | 3º | 12.9 | 3º | NM        | 5°                |           |           |           |           |
| 100 metros           | Ana María Fontán | 13.1 | 3º | NM   | 6º | No avanzó | No avanzó         | No avanzó | No avanzó | No avanzó | No avanzó |
| 200 metros           | Teresa Carvajal  | 27.1 | 2º | 26.7 | 4º | No avanzó | No avanzó         | No avanzó | No avanzó | No avanzó | No avanzó |
| 200 metros           | Oldemia Bargiela | 27.3 | 2º | 27.1 | 4º | No avanzó | No avanzó         | No avanzó | No avanzó | No avanzó | No avanzó |
| 200 metros           | Cora Pascasio    | 27.4 | 2º | 27.8 | 5º | No avanzó | No avanzó         | No avanzó | No avanzó | No avanzó | No avanzó |
| 80 metros con vallas | Elisa Kaczmarek  |      |    | 12.2 | 2º | 12.4      | 5°                |           |           |           |           |
| 80 metros con vallas | Luisa Pfarr      |      |    | 12.6 | 3º | No avanzó | No avanzó         | No avanzó | No avanzó | No avanzó | No avanzó |
| 80 metros con vallas | Elba Damiani     |      |    | 12.7 | 4º | No avanzó | No avanzó         | No avanzó | No avanzó | No avanzó | No avanzó |

Eventos de campo
| Evento               | Atletas                                                    | Clasificación | Clasificación | Final     | Final             |
| Evento               | Atletas                                                    | Resultado     | Posición      | Resultado | Posición          |
| -------------------- | ---------------------------------------------------------- | ------------- | ------------- | --------- | ----------------- |
| Salto de altura      | Gladys Erbetta Julia Alfisi                                |               |               | 1.45 m    | 4°                |
| Salto de altura      | Luisa García                                               |               |               | 1.40 m    | 7°                |
| Saltoen largo        | Olga Bianchi                                               |               |               | 5.12 m    | 4°                |
| Saltoen largo        | Lilian Buglia                                              |               |               | 5.08 m    | 5°                |
| Saltoen largo        | Elena Hoss                                                 |               |               | 4.99 m    | 7°                |
| Lanzamiento de peso  | Ingeborg Mello                                             |               |               | 12.45 m   | Medalla de oro    |
| Lanzamiento de peso  | Ingeborg Pfuller                                           |               |               | 11.58 m   | Medalla de bronce |
| Lanzamiento de peso  | Haydée Valet                                               |               |               | 10.06 m   | 8°                |
| Lanzamiento de disco | Ingeborg Mello                                             |               |               | 38.55 m   | Medalla de oro    |
| Lanzamiento de disco | Ingeborg Pfuller                                           |               |               | 37.19 m   | Medalla de plata  |
| Lanzamiento de disco | Zulema Bonaparte                                           |               |               | 33.52 m   | 5°                |
| Relevo 4x100 metros  | Ana María Fontán Lilián Heinz Olga Bianchi Teresa Carvajal |               |               | 49.8      | Medalla de bronce |

## Básquet (o baloncesto)
| Equipo | Fase clasificatoria | Fase final                                                                      | Posición         |
| Equipo | Rival y resultado   | Rival y resultado                                                               | Posición         |
| --- | ------------------- | ------------------------------------------------------------------------------- | ---------------- |
| Alberto López Hugo del Vecchio Ignacio Poletti Jorge Nuré Juan Uder Leopoldo Contarbio Omar Monza Orlando Peralta Oscar Furlong Pedro Bustos Raúl Varela Ricardo González Roberto Viau Rubén Menini | México G 58-45      | Brasil G 58-47 Cuba V 72-56 Panamá G 65-54 Chile G 54-47 Estados Unidos P 51-57 | Medalla de plata |

## Polo
| Atletas                 |
| ----------------------- |
| Enrique Alberdi         |
| Ernesto Juan Lalor      |
| Francisco Reyes Carrere |
| Juan Carlos Alberdi     |
| Juan Luis Cavanagh      |
| Roberto Cavanagh        |
| Tomás Garrahan          |

|  | Argentina | 17 — 4 | Perú |  |  |

|  | Argentina | 24 — 2 | Colombia |  |  |

|  | Argentina | 10 — 5 | México |  |  |

- Fuente: [7]